# Plectroninia pulchella
Plectroninia pulchella är en svampdjursart som beskrevs av Jean Vacelet 1967. Plectroninia pulchella ingår i släktet Plectroninia och familjen Minchinellidae. Inga underarter finns listade i Catalogue of Life.